# مارسيل بانيول
مارسيل بانيول (بالفرنسية: Marcel Pagnol)‏ هو كاتب فرنسي، ولد بمدينة أوباني (Aubagne) بتاريخ 28 فبراير 1895، وتوفي بمدينة باريس في 18 أبريل 1974.

## بداية حياته
ولد مارسيل بانيول في ال 28 من شهر فبراير في عام 1895.

## أعماله
- شهرة أبي (رواية)
- قصر أمي (رواية)
- Le temps des secrets (زمن الأسرار)

## روابط خارجية
- مارسيل بانيول على موقع IMDb (الإنجليزية)
- مارسيل بانيول على موقع الموسوعة البريطانية (الإنجليزية)
- مارسيل بانيول على موقع مونزينجر (الألمانية)
- مارسيل بانيول على موقع ألو سيني (الفرنسية)
- مارسيل بانيول على موقع ميوزك برينز (الإنجليزية)
- مارسيل بانيول على موقع أول موفي (الإنجليزية)
- مارسيل بانيول على موقع قاعدة بيانات برودواي على الإنترنت (الإنجليزية)
- مارسيل بانيول على موقع قاعدة بيانات الأفلام السويدية (السويدية)
- مارسيل بانيول على موقع إن إن دي بي (الإنجليزية)
- مارسيل بانيول على موقع ديسكوغز (الإنجليزية)